# Casemiro
Casemiro (* 23. Februar 1992 in São José dos Campos; bürgerlich Carlos Henrique Casimiro) ist ein brasilianischer Fußballspieler. Er steht seit August 2022 bei Manchester United unter Vertrag. Mit seinem langjährigen Verein Real Madrid gewann er fünfmal die Champions League und dreimal die spanische Meisterschaft.

## Karriere

### Vereine
Im Alter von elf Jahren verließ Casemiro seine Heimatstadt São José dos Campos und wurde in der Jugendabteilung des FC São Paulo aufgenommen. Er durchlief die verschiedenen Juniorenteams und war in jeder Altersklasse Kapitän seiner Mannschaft. Mit dem U15-Team gewann er 2007 die Staatsmeisterschaft von São Paulo und 2010 mit der U18-Mannschaft den Copa São Paulo de Futebol Júnior, einen staatsweiten Juniorenpokal.
Seit 2010 gehörte Casemiro der ersten Mannschaft von São Paulo an. Am 25. Juli 2010 debütierte er bei der 0:1-Niederlage gegen den FC Santos in der Liga do Brasil. Bereits in seinem dritten Einsatz am 15. August 2010 schoss er beim 2:2 gegen Cruzeiro Belo Horizonte sein erstes Tor. 2012 gewann er mit seinem Klub die Copa Sudamericana.

#### Real Madrid
Ende Januar 2013 wurde Casemiro bis zum Saisonende 2012/13 an die zweite Mannschaft des spanischen Klubs Real Madrid in die Segunda División verliehen. Am 20. April 2013 debütierte Casemiro unter Trainer José Mourinho gegen Betis Sevilla für die erste Mannschaft in der Primera División. Nach Ablauf der Saison machte Real Madrid von einer Kaufoption Gebrauch, nahm Casemiro für vier Jahre unter Vertrag und beförderte ihn in den Profikader.

#### FC Porto
Zur Saison 2014/15 wechselte Casemiro auf Leihbasis mit Kaufoption in die portugiesische Primeira Liga zum FC Porto. Dort kam er auf 28 Ligaeinsätze (drei Tore) und entwickelte sich zum Stammspieler.

#### Real Madrid
Am 5. Juni 2015 kehrte Casemiro zu Real Madrid zurück, zwei Monate später wurde seine Vertragslaufzeit bis 2021 ausgedehnt. Am 13. März des folgenden Jahres erzielte er sein erstes Pflichtspieltor für die „Merengues“, als er beim 2:1-Sieg bei UD Las Palmas einen Eckstoß von Jesé in der 89. Nachdem er unter Rafael Benítez hauptsächlich als Ergänzungsspieler eingesetzt worden war, wurde Casemiro unter seinem Nachfolger Zinedine Zidane zum Stammspieler und kam in dieser Saison in der Champions League zu elf Einsätzen. Im Finale gegen Atlético Madrid spielte er 120 Minuten lang, als Real Madrid nach einem 1:1-Unentschieden im Elfmeterschießen seinen elften Titel gewann.
In der Saison 2016/17 erzielte Casemiro in 25 Spielen vier Tore und verhalf seiner Mannschaft damit zum ersten Mal seit fünf Jahren zum Titelgewinn. Im Champions-League-Finale gegen Juventus Turin erzielte er einen Distanzschuss und verhalf seiner Mannschaft damit zum 4:1-Sieg. Am 8. August traf er erneut und brachte seine Mannschaft beim 2:1-Sieg gegen Manchester United im UEFA Super Cup 2017 in Führung.
In der Champions League 2017/18 kam Casemiro in 12 Spielen zum Einsatz und erzielte ein Tor, als Madrid den dritten Titel in Folge und den 13. insgesamt gewann.
In der Saison 2019/20, als Real Madrid die La Liga gewann, war er Stammspieler.
Im August 2021 verlängerte er seinen Vertrag bis Juni 2025. Ein Jahr später wurde Casemiro zum „Man of the Match“ gewählt, als Real Madrid Eintracht Frankfurt im Supercup 2022 mit 2:0 besiegte.

#### Manchester United
Im August 2022 wechselte Casemiro in die Premier League zu Manchester United. Er unterschrieb einen bis zum 30. Juni 2026 datierten Vertrag mit der Option auf ein weiteres Jahr.

### Nationalmannschaft
Casemiro nahm mit der brasilianischen Auswahl an der U17-Weltmeisterschaft 2009 teil. Er wurde nur einmal eingesetzt und Brasilien schied bereits nach der Vorrunde aus. Bei der U17-Südamerikameisterschaft machte Brasilien es besser und gewann den Titel.
2011 gewann Casemiro den Titel bei der U20-Südamerikameisterschaft. In acht Partien während des Turniers erzielte er drei Treffer und reckte am Ende des Turniers aufgrund einer Verletzung des etatmäßigen Kapitäns Bruno Uvini den Siegerpokal als Erster in die Höhe. Auch bei der U20-Weltmeisterschaft 2011 gehörte Casemiro zum Kader. Er wurde in allen sieben Partien Brasiliens eingesetzt und gewann nach einem 3:2-Erfolg n. V. über Portugal auch den Weltmeistertitel der U20-Junioren.
Am 15. September 2011 debütierte Casemiro in der A-Nationalmannschaft. Im torlosen Unentschieden im Freundschaftsspiel gegen Argentinien wurde er in der 87. Minute eingewechselt. Ab 2012 spielte er regelmäßig in der Seleção. Bei der Weltmeisterschaft 2014 im eigenen Land gehörte Casemiro nicht zum brasilianischen Kader, jedoch berief der damalige Trainer der Nationalmannschaft, Carlos Dunga, ihn in das Aufgebot für die Copa América 2015 in Chile. Während des Turnieres kam Casemiro zu keinem Einsatz. Bei der Copa América Centenario 2016 in den USA gehörte er erneut zum Kader der Brasilianer und kam zu zwei Einsätzen; die brasilianische Mannschaft schied nach der Gruppenphase aus. Auch im Zuge der Copa América 2019 gehörte Casemiro zum Mannschaftskader. Mit diesem konnte er den Titel gewinnen. Dabei gehörte er in allen sechs Spielen der Startformation an und erzielte sein erstes Länderspieltor.

## Spielweise
Casemiro ist vielseitig einsetzbar. Hauptsächlich agiert er im defensiven Mittelfeld, kann jedoch auch in der Offensive oder in der Innenverteidigung eingesetzt werden.

## Erfolge

### Nationalmannschaft
- Copa-América-Sieger: 2019
- U20-Weltmeister: 2011
- U20-Südamerikameister: 2011
- U17-Südamerikameister: 2009

### Vereine
International
- Champions-League-Sieger (5): 2014, 2016, 2017, 2018, 2022
- Klub-Weltmeister (4): 2014, 2016, 2017, 2018
- UEFA-Super-Cup-Sieger (3): 2016, 2017, 2022
- Copa-Sudamericana-Sieger: 2012

Spanien
- Meister (3): 2017, 2020, 2022
- Pokalsieger: 2014
- Supercupsieger (3): 2017, 2020, 2022

England
- Pokalsieger: 2024
- Ligapokalsieger: 2023

### Auszeichnungen
- Nominierung für den Ballon d’Or: 2022 (17. Platz)